# Balclutha varicolor
Balclutha varicolor är en insektsart som beskrevs av William Lucas Distant 1917. Balclutha varicolor ingår i släktet Balclutha och familjen dvärgstritar. Inga underarter finns listade i Catalogue of Life.